# Gohor
Gohor là một xã thuộc hạt Galați, România. Dân số thời điểm năm 2002 là 3929 người.